# アイナジ
アイナジ（ラトビア語: Ainaži）は、ラトビアのヴィドゼメ地方にある港町。エストニアとの国境近く、かつてのリーヴ人の漁村に位置する。

## 地名の由来
エストニア語で「干し草の道」を意味するハイナステ (Hainaste) が由来とされる。リヴォニア語で「干し草」の意の aaina や「辺ぴな」の意の ainagi が転じたとの説もある。中世にはドイツ語でハイナシュ (Haynasch) と呼ばれた。

## 歴史
もとはリーヴ人の漁村で、1564年にはじめて歴史上に登場してから領主がころころ変わった。1870年代に本格的な発展に入り、造船業が興った。
ヴィドゼメとクールラントが松林に覆われていた19世紀、海に臨むアイナジは材木も容易に手に入る造船にもってこいの立地にあった。1864年にはクリシュヤーニス・ヴァルデマールスの援助でラトビア初の海事学校が開校。エストニア人とラトビア人の百姓を無償で船乗りに養成したが、第一次世界大戦の影響で閉校に追い込まれた。1857年から1913年にかけ航海に耐えうる50隻以上の船が建造され、1902年には鉄道が開通した。第一次大戦までに近郊のサカツグリーヴァを上回りヴェドゼメで最大の、ラトビアでも4番目に大きな港湾都市に成長した。風車、魚の加工場、レンガ造りの窯も有していた。
第一次大戦で街は壊滅した。港は廃墟と化し、貨客船はことごとく沈没した。1919年2月にエストニア陸軍がドイツ軍を駆逐し、進駐。エストニア人が人口の多数を占めていたが、戦後はラトビアに組み入れられた。エストニア軍は1920年に撤退した。
第一共和政（1918年 - 1940年）で街は復興を果たした。港は1923年に水深のより深い場所に再建され、1930年には灯台が建てられた。
しかし、第二次世界大戦で再び戦禍にのまれた。海事アカデミーは焼け落ち、港は空襲を受け、倉庫では略奪が起きた。港はソ連統治下で一部再建されたもののパルヌには及ばず、水産加工業でもサカツグリーヴァに追い抜かれた。
ラトビアが独立を回復した1991年、アイナジには風力発電機が建てられエストニア国境に税関が設けられた。臨海学校の校舎には博物館ができ、学校の沿革とヴィドゼメ地方における造船の伝統をいまに伝えている。

## 経済
基幹産業は林業と木材加工業、それに貿易で、欧州ルートE67号がエストニア国境を通ることから運輸業もさかんである。

## 気候
| アイナジの気候                                          | アイナジの気候 | アイナジの気候 | アイナジの気候 | アイナジの気候 | アイナジの気候 | アイナジの気候 | アイナジの気候 | アイナジの気候 | アイナジの気候 | アイナジの気候 | アイナジの気候 | アイナジの気候 | アイナジの気候 |
| 月                                                      | 1月            | 2月            | 3月            | 4月            | 5月            | 6月            | 7月            | 8月            | 9月            | 10月           | 11月           | 12月           | 年             |
| ------------------------------------------------------- | -------------- | -------------- | -------------- | -------------- | -------------- | -------------- | -------------- | -------------- | -------------- | -------------- | -------------- | -------------- | -------------- |
| 最高気温記録 °C （°F）                                  | 8.1 (46.6)     | 10.8 (51.4)    | 18.3 (64.9)    | 25.3 (77.5)    | 29.8 (85.6)    | 33.2 (91.8)    | 33.7 (92.7)    | 33.2 (91.8)    | 30.0 (86)      | 22.0 (71.6)    | 15.4 (59.7)    | 10.5 (50.9)    | 33.7 (92.7)    |
| 平均最高気温 °C （°F）                                  | −0.4 (31.3)    | −0.7 (30.7)    | 2.9 (37.2)     | 9.6 (49.3)     | 15.3 (59.5)    | 18.9 (66)      | 21.9 (71.4)    | 21.2 (70.2)    | 16.5 (61.7)    | 10.1 (50.2)    | 4.7 (40.5)     | 1.6 (34.9)     | 10.13 (50.24)  |
| 日平均気温 °C （°F）                                    | −2.6 (27.3)    | −3.3 (26.1)    | −0.3 (31.5)    | 5.2 (41.4)     | 10.6 (51.1)    | 14.8 (58.6)    | 17.7 (63.9)    | 17.0 (62.6)    | 12.6 (54.7)    | 7.1 (44.8)     | 2.6 (36.7)     | −0.4 (31.3)    | 6.75 (44.17)   |
| 平均最低気温 °C （°F）                                  | −5.4 (22.3)    | −6.5 (20.3)    | −4.0 (24.8)    | 0.6 (33.1)     | 4.9 (40.8)     | 9.6 (49.3)     | 12.5 (54.5)    | 11.9 (53.4)    | 8.2 (46.8)     | 3.8 (38.8)     | 0.0 (32)       | −2.9 (26.8)    | 2.73 (36.91)   |
| 最低気温記録 °C （°F）                                  | −35.7 (−32.3)  | −35.3 (−31.5)  | −34.4 (−29.9)  | −18.8 (−1.8)   | −7.5 (18.5)    | −1.3 (29.7)    | 2.0 (35.6)     | 0.2 (32.4)     | −4.8 (23.4)    | −13.8 (7.2)    | −18.7 (−1.7)   | −37.1 (−34.8)  | −37.1 (−34.8)  |
| 降水量 mm （inch）                                      | 45.9 (1.807)   | 34.3 (1.35)    | 32.0 (1.26)    | 32.1 (1.264)   | 41.7 (1.642)   | 64.9 (2.555)   | 54.0 (2.126)   | 79.5 (3.13)    | 58.6 (2.307)   | 79.3 (3.122)   | 62.5 (2.461)   | 53.7 (2.114)   | 638.5 (25.138) |
| 平均降水日数 （≥1.0 mm）                                | 10.0           | 6.5            | 8.0            | 7.2            | 7.3            | 8.0            | 9.1            | 10.9           | 12.2           | 11.5           | 13.2           | 13.0           | 116.9          |
| 出典1：LVĢMC (平均値：1991年-2020年、極値：1906年-現在) |                |                |                |                |                |                |                |                |                |                |                |                |                |
| 出典2：NOAA (平均降水日数：1961年-1990年)               |                |                |                |                |                |                |                |                |                |                |                |                |                |

## 人口統計
郊外を含む人口は1794人（2005年）で、行政上ではヴィドゼメ地方で最も小さい町である。昨年（2004年）比では5.08%（96人）減少した。民族構成はラトビア人が92%、ロシア人が3%、エストニア人が2%、その他が4%となっている。

## 姉妹都市
- ハーデメーステ市（エストニア）
- ツェーシス（ラトビア）
- ミエジシュキアイ（リトアニア）